# رکس اسمیت

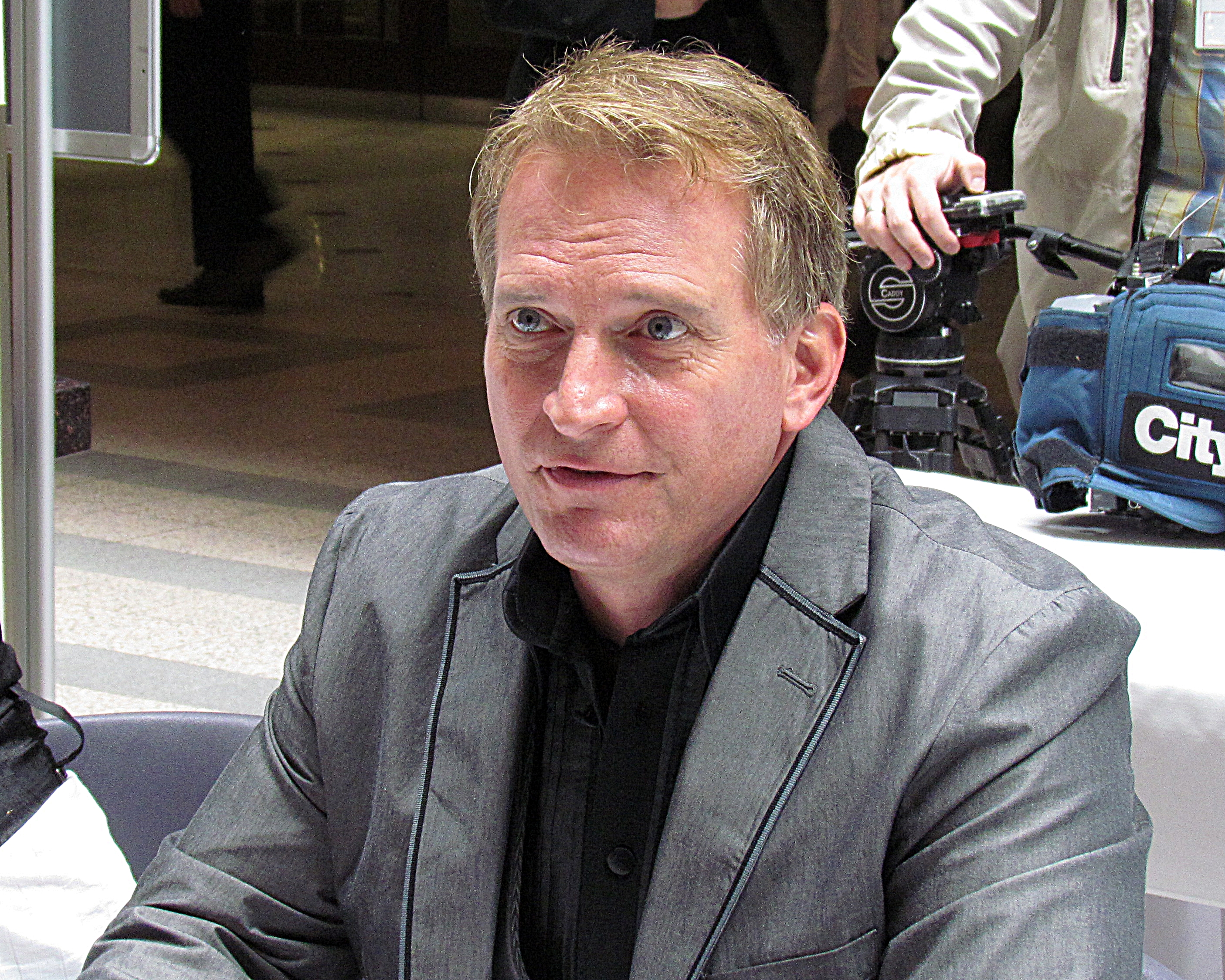
تصویری از رکس اسمیت

رکس اسمیت (انگلیسی: Rex Smith؛ زادهٔ ۱۹ سپتامبر ۱۹۵۵) یک موسیقی‌دان اهل ایالات متحده آمریکا است.